# Cnidoscolus conicus
Cnidoscolus conicus är en törelväxtart som beskrevs av Francisco Javier Fernández Casas och J.M.Pizarro. Cnidoscolus conicus ingår i släktet Cnidoscolus och familjen törelväxter. Inga underarter finns listade i Catalogue of Life.